# Plynops masoni
Plynops masoni är en stekelart som beskrevs av Shaw 1996. Plynops masoni ingår i släktet Plynops och familjen bracksteklar. Inga underarter finns listade i Catalogue of Life.